# قاضي عباد الرحمان
هو عالم الرياضيات و البروفيسور قاضي عباد الرحمان Qazi Ibadur Rahman، ولد في أكتوبر سنة 1934 بمدينة ديوريا في مقاطعة أوتر براديش بالهند و توفي يوم الأحد 21 يوليو سنة 2013 بمدينة مونتريال في مقاطعة الكيبيك الكندية.
اشتهر بأعماله وبحوثه في مجال التحليل الحقيقي والتحليل المركب و النظرية التحليلية لمتعددي المخارج.
تحصل البروفيسور قاضي عباد الرحمان على درجة الباكالوريوس في علوم الرياضيات سنة 1951 و على الماجستير في علوم الرياضيات سنة 1953 من جامعة الله أباد الهندية، ثم أحرز على درجة الدكتوراه الأولى في علوم الرياضيات سنة 1956 من جامعة عليكرة الإسلامية بالهند.
في سنة 1961 أحرز على درجة الدكتوراه الثانية من جامعة لندن في بريطانيا و انتقل بعدها للتدريس في كشمير بالهند ثم وقع انتدابه سنة 1965 كأستاذ وباحث بقسم الرياضيات والإحصاء بجامعة مونتريال بالكندا.
نشر ما يربوا عن مئة وتسعين بحثا علميا مختصا في مجلات علمية وأكاديمية ذائعة الصيت وهو صاحب مصنف علمي في اختصاص «النظرية التحليلية لمتعددي المخارج» بالتعاون مع صديقه البروفيسور الألماني جيرهارد شمايسر وقد صدر هذا المصنف عن دار أكسفورد الجامعية للنشر سنة 2002.
تحصل البروفيسور قاضي عباد الرحمان على الدكتوراه الفخرية من جامعة ماريا كوري-سكلودوفسكا بمدينة لوبلين البولونية سنة 1984 تقديرا لجهوده في دفع النظرية التحليلية لمتعددي المخارج.